# Cyathomonadaceae
Famille
Les Cyathomonadaceae sont une famille d'algues de l'embranchement des Cryptista, de la classe des Cryptophyceae et de l’ordre des Cryptomonadales.

## Étymologie
Le nom de la famille vient du genre type Cyathomonas, dérivé du grec κύαθος / kýathos, « vase, coupe », et μονασ / monas, « seul, solitaire, isolé », littéralement « monade en forme de vase ».

## Description
Fromentel décrit le genre  Cyathomonas comme suit : 

« Le genre Cyathomonas, que nous avons créé pour plusieurs Microzoaires uni-flagellés, comprend des animalcules à corps cylindriques ou pyriformes, brusquement tronqués au sommet qui paraît largement évasé et donne à ces Infusoires l'apparence d'un verre ou d'un calice. Le flagellum semble sortir de la partie supérieure évasée, et la vésicule contractile est très visible dans la plupart des espèces. La multiplication se fait par division longitudinale. »

Engler et Prantl semblent en faire une description plus complète, mais en fait ils décrivent et dessinent un Cyathomonas truncata (From.) Fresen. autrement nommé Monas truncata Fresen. ou Goniomonas truncata (Fresen.) F.Stein 1878, ce dernier n’étant plus classé dans les Cyathomonadaceae mais dans la famille des Goniomonadaceae.

## Liste des genres et des espèces
Selon AlgaeBase (29 août 2022) :
- Cyathomonas Fromentel, 1874
  - Cyathomonas alba Fromentel, 1874
  - Cyathomonas elongata Fromentel, 1874
  - Cyathomonas emarginata Fromentel, 1874
  - Cyathomonas lychnus Fromentel, 1874
  - Cyathomonas spissa Fromentel, 1874
  - Cyathomonas turbinata Fromentel, 1874
  - Cyathomonas turbo Fromentel, 1874 (= Cyathomonas truncata var. subrotunda Pascher, 1913
  - Cyathomonas viridis Fromentel, 1874

Le Cyathomonas truncata (Fresenius) Fisch 1885, est considéré comme un synonyme de l'espèce Goniomonas truncata (Fresenius) F.Stein 1878 classé dans l’ordre des Goniomonadales et la famille des Goniomonadaceae .

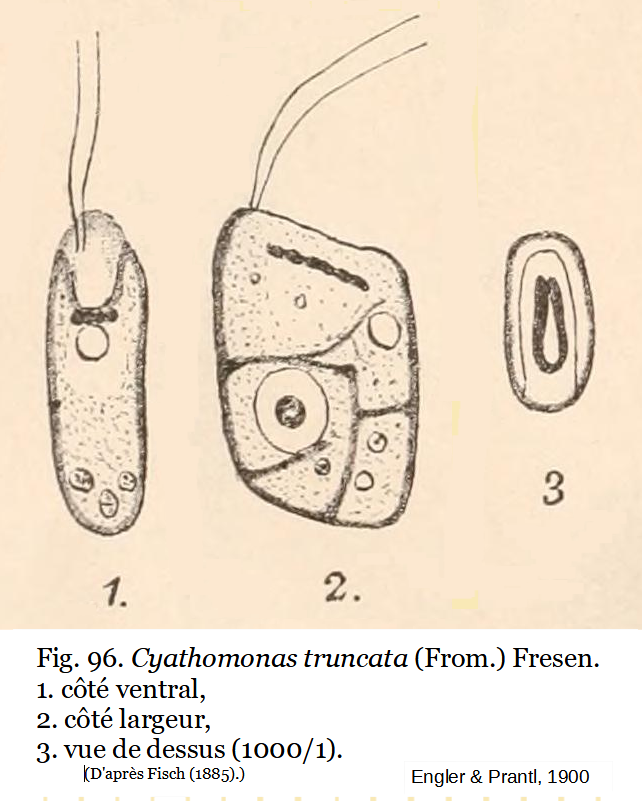
Cyathomonas truncata (From.) Fresen. (d'après Engler et Prantl)

## Systématique
Le nom correct complet (avec auteur) de ce taxon est Cyathomonadaceae Pringsheim, 1944.